# 레터박스 (소셜 네트워크 서비스)
레터박스(영어: Letterboxd 레터복스트[*], 영어 발음: /ˈlɛtərbɒkst/)는 2011년 매슈 뷰캐넌과 칼 본랜다우가 공동 개발한 뉴질랜드의 영화 관련 온라인 SNS이다. 웹사이트 뿐만 아니라 iOS, 안드로이드 어플리케이션을 통해서도 이용 가능하다.

## 같이 보기
- IMDb
- TMDb
- 왓챠피디아